# Aurelia L. Night
Aurelia L. Night (* 15. März 1995 in Gelsenkirchen) ist das Pseudonym der deutschen Autorin Laura Nick.

## Leben und Werk
Aurelia L. Night lernte das Handwerk der Schilder- und Lichtreklameherstellerin. 2014 absolvierte sie ihr Fachabitur in Gestaltung und entdeckte dort ihre Liebe zum Schreiben.
Night schreibt vor allem Fantasy in verschiedenen Untergenres, widmet sich aber auch romantischer Literatur. Sie ist Mitglied im Phantastik-Autoren-Netzwerk PAN und lebt mit ihrem Mann nahe der niederländischen Grenze.

## Werke
Romane und Novellen
- Der Wolf in deinem Blut (Wolfsmal 1). Tagträumer Verlag, 2017, ISBN 978-3-946843-17-7.
- Der Stein in deinem Herzen (Wolfsmal 2). Tagträumer Verlag, 2017, ISBN 978-3-946843-30-6.
- Asentochter (Wolfsmal-Novelle). Tagträumer Verlag, 2017, ISBN 978-3-946843-28-3.
- Heute, morgen und dann für immer. Forever/Ullstein, 2017, ISBN 978-3-95818-913-3.
- Xara, Prinzessin der verschollenen Stadt. DarkDiamonds/Carlsen, 2018 (E-Book).
- Der Ruf der Bücherwelt (Fabula Magicae 1). Impress/Carlsen, 2019, ISBN 978-3-551-30174-1.
- Das Erbe der Bücherwelt (Fabula Magicae 2). Impress/Carlsen, 2019, ISBN 978-3-551-30182-6.
- Das Lied der Bücherwelt (Fabula Magicae 3). Impress/Carlsen, 2019, ISBN 978-3-551-30208-3.
- Vermächtnis der Magie (Divine Damnation 1). Impress/Carlsen, 2020, ISBN 978-3-551-30246-5.
- Der Fluch der Zerstörung (Divine Damnation 2). Impress/Carlsen, 2020, ISBN 978-3-551-30239-7.
- Der Zorn der Göttin (Divine Damnation 3). Impress/Carlsen, 2020, ISBN 978-3-551-30275-5.